# Архиепархия Аркадиополя Европейского
Архиепархия Аркадиополя Европейского (лат. Archidioecesis Arcadiopolitana in Europa) — упразднённая епархия Константинопольского патриархата, в настоящее время титулярная епархия Римско-Католической церкви.

## История
Античный город Аркадиополь (сегодня — Люлебургаз, Турция) находился в римской провинции Фракия и был центром одноимённой епархии Константинопольского патриархата. Епархия Аркадиополя была образована в V веке и входила в митрополию Гераклия Европейского. Епархия Аркадиополя была возведена в ранг архиепархии в период с VIII—IX века. В конце IX века архиепархия Аркадиополя прекратила своё существование.
С 1933 года архиепархия Аркадиополя является титулярной архиепархией Римско-Католической церкви.

## Греческие епископы
- епископ Лукиан (упоминается в 451 году);
- епископ Савватий (упоминается в 553 году);
- архиепископ Иоанн (упоминается в 787 году);
- архиепископ Василий (упоминается в 879 году).

## Титулярные архиепископы
- архиепископ Emile Yelle P.S.S.[1] (25.06.1933 — 2.12.1947);
- архиепископ Марсель Лефевр C.S.Sp. (22.09.1948 — 14.09.1955) — назначен архиепископом Дакара;
- архиепископ Auguste-Siméon Colas M.E.P. (28.10.1955 — 24.10.1968);
- вакансия.

## Источник
- Annuario Pontificio, Libreria Editrice Vaticana, Città del Vaticano, 2003, стр. 763, ISBN 88-209-7422-3
- Pius Bonifacius Gams, Series episcoporum Ecclesiae Catholicae Архивная копия от 26 июня 2015 на Wayback Machine, Leipzig 1931, стр. 427  (лат.)
- Michel Lequien, Oriens christianus in quatuor Patriarchatus digestus Архивная копия от 7 января 2018 на Wayback Machine, Parigi 1740, Tomo I, coll. 1135—1136
- Gaetano Moroni, Dizionario di erudizione storico-ecclesiastica, Vol. 2, стр. 272  (лат.)
- Echard de Commanville, Tables géographiques et chronologiques de tous les Archevêschez et Evêschez de l’univers, Rouen 1700, p. 196  (фр.)